# Архангел Рафаил (линейный корабль, 1745)
«Архангел Рафаил» или «Рафаил» — парусный линейный корабль Балтийского флота Российской империи, один из кораблей типа «Слава России». Находился в составе флота с 1745 по 1759 год, принимал участие в Семилетней войне, во время которой был признан негодным для дальнейшего несения службы и разобран. До войны участвовал в практических плаваниях и учениях флота.

## Описание судна
Представитель серии парусных двухдечных линейных кораблей типа «Слава России». Эта серия кораблей была самой многочисленной и одной из самых удачных серий линейных кораблей Российского императорского флота. Корабли серии строились с 1733 по 1774 год на верфях Санкт-Петербурга и Архангельска и принимали участие во всех плаваниях и боевых действиях российского флота в период с 1734 по 1790 год. Всего в рамках серии было построено 58 линейных кораблей. Все корабли этой серии обладали высокими мореходными качествами, хорошей маневренностью и остойчивостью.
Водоизмещение корабля составляло 1200 тонн, длина по сведениям из различных источников от 46,5 до 47,4 метра, ширина от 12,3 до 12,65 метра, а осадка от 5,4 до 5,48 метра. Вооружение судна составляли 66 орудий, включавшие двадцатичетырёх-, двенадцати- и шестифунтовые пушки, а экипаж состоял из 600 человек. Скорость судна при свежем ветре могла достигать восьми узлов.
Был одним из восьми парусных кораблей Российского императорского флота, носивших наименование «Рафаил». Также в составе Балтийского флота несли службу одноимённые парусные линейные корабли 1713, 1724, 1758 и 1802 годов постройки, а также парусный фрегат 1791 года постройки, в составе Черноморского флота — одноимённый парусный фрегат 1828 года постройки, а в составе Каспийской флотилии — одноимённый гекбот 1745 года постройки.

## История службы
Линейный корабль «Архангел Рафаил» был заложен на Соломбальской верфи 4 (15) июля 1744 года и после спуска на воду 5 (16) мая 1745 года вошёл в состав Балтийского флота России. Строительство вёл корабельный мастер В. И. Батаков. С июля по сентябрь 1745 года корабль совершил переход из Архангельска в Кронштадт. 
В кампанию 1746 года с 11 (22) июля по 13 (24) июля на корабле из Кронштадта в Ревель был доставлен гвардейский караул императрицы Елизаветы Петровны, после чего «Архангел Рафаил» с другими кораблями флота совершил плавание в залив Рогервик, а 22 июля (2 августа) и 23 июля (3 августа) того же года участвовал в показательных учениях у Ревеля.
В июне и июле 1749 года корабль находился в составе эскадры, которая осуществляла доставку имущества русского экспедиционного корпуса из Данцига в Ревель. В 1751 году принимал участие в практическом плавании эскадры кораблей Балтийского флота в Финском заливе до острова Готланда.
Принимал участие  в Семилетней войне. В кампанию 1757 года был включен в состав эскадры под командованием адмирала З. Д. Мишукова, которая 31 мая (11 июня) вышла из Кронштадта для блокады побережья Пруссии. 1 (12) июля отделился от эскадры и с отрядом ушёл в крейсерское плавание к Пиллау, целью которого было наблюдение за судами неприятельского флота, а к 22 июля (2 августа) пришёл на Данцигский рейд, где находились остальные корабли флота. 8 (19) августа в составе эскадры вышел к берегам Швеции, однако 18 (29) августа эскадра попала в шторм, во время которого на «Архангеле Рафаиле» была повреждена грот-мачта, и он вынужден был уйти в Ревель на ремонт. 4 (15) сентября того же года корабль пришёл в Кронштадт.
В 1758 году корабль «Архангел Рафаил» был признан негодным к плаванию и оставлен при кронштадтском порте, а экипаж по большей части расписан по другим кораблям флота. В следующем 1759 году там же был разобран.

## Командиры корабля
Командирами линейного корабля «Архангел Рафаил» в составе Российского императорского флота в разное время служили:
- капитан Я. Фастинг (1745—1746 годы)[14];
- капитан 1-го ранга Д. Путилов (1751 год)[11];
- капитан 1-го ранга И. И. Сенявин (1757 год)[15];
- капитан 2-го ранга Д. И. Вилисон (1758—1759 годы)[комм. 5][16].

### Комментарии
1. ↑  Также в серию входили два корабля «Северный Орёл» 1735 и 1763 годов постройки, два корабля «Ревель» 1735 и 1756 годов постройки, два корабля «Ингерманланд» 1735 и 1752 годов постройки, два корабля «Святой Пётр» 1741 (до 6 (17) декабря 1741 года назвался «Иоанн») и 1760 годов постройки, два корабля «Полтава» 1743 и 1754 годов постройки, два корабля «Святой Александр Невский» 1749 и 1762 годов постройки, два корабля «Москва» 1750 и 1760 годов постройки, корабли «Слава России» (головной корабль серии), «Основание Благополучия», «Леферм», «Благополучие» (до 6 (17) декабря 1741 года назвался «Правительница Российская»), «Счастие», «Екатерина», «Фридемакер», «Лесное», «Святая великомученица Варвара», «Святой Сергий», «Святой Иоанн Златоуст» (В 1751 году был переименован в «Святой Иоанн Златоуст второй» в связи с постройкой одноимённого 80-пушечного корабля), «Архангел Гавриил», «Архангел Уриил», «Наталия», «Астрахань», «Рафаил», «Святой Иаков», «Не тронь меня», «Евстафий Плакида», «Святой Иануарий», «Саратов», «Тверь», «Трёх Иерархов», «Трёх святителей», «Европа», «Всеволод», «Ростислав», «Святой Георгий Победоносец», «Граф Орлов», «Память Евстафия», «Победа», «Виктор», «Вячеслав», «Дмитрий Донской», «Мироносиц», «Святой князь Владимир», «Александр Невский», «Борис и Глеб», «Преслава», «Дерись», «Ингерманландия», «Спиридон» и один корабль без названия 1758 года постройки.
2. ↑  155 футов 6 дюймов.
3. ↑  41 фут 6 дюймов.
4. ↑  18 футов.
5. ↑  Англичанин на русской службе, настоящее имя Duncon Villison, в русской транслитерации также использовалось имя Донкон и вариант фамилии Вильсон.